# Åsnebrygga
Åsnebrygga kan ha flera olika betydelser.
Åsnebryggan (lat. pons asinorum, "åsnornas bro") kallas en sats ur Euklides' Elementa: De vinklar, som står vid basen i en likbent triangel, är lika stora. Namnet syftar på att mindre begåvade studenter ofta inte kom längre i sina matematikstudier, alltså inte kom över (den smala) bron. (I äldre tid användes ofta brygga i betydelsen bro; jämför vindbrygga.)
Ordet åsnebrygga kan även vara en benämning på en bok där handlingen i världslitteraturens enskilda verk återberättas i koncentrerad form. Benämningen åsnebrygga syftar på att det kan vara ett mycket lätt sätt att "tillägna sig" krävande litterära verk. Begreppet har ibland även används för klassikerutgåvor med mycket kommentarer.
Åsnebrygga (tys. Eselsbrücke)  används inom tyskan som synonym till minnesregel.
För boken Åsnebrygga, se Sven Delblanc.
Åsnebrygga, möjligen dialektalt, kan vara en stege, som ligger på ett tak med en vinkel över takåsen, så att den inte glider ned.

## Fotnoter
1. ↑  ”åsnebrygga”. Nationalencyklopedin. https://www.ne.se/uppslagsverk/encyklopedi/l%C3%A5ng/%C3%A5snebrygga. Läst 19 januari 2010.
2. ↑  SAOB, uppslagsordet brygga.
3. ↑  Nordisk Familjebok (1922), band 33, s. 1129 (länk)
4. ↑  ”åsnebrygga”. Nationalencyklopedin. https://www.ne.se/uppslagsverk/encyklopedi/l%C3%A5ng/%C3%A5snebrygga-(edition-av-klassiker-v%C3%A4lf%C3%B6rsedd-med-kommentarer). Läst 19 januari 2010.
5. ↑  ”Merkspruch” (på tyska). Wikipedia. https://de.wikipedia.org/w/index.php?title=Merkspruch&oldid=159657259. Läst 17 november 2016.